# Федеральное министерство Германии по делам плана Маршалла
Федеральное министерство по делам плана Маршалла было министерством Федеративной Республики Германии, ответственным за восстановление новой республики с помощью денег и помощи, предоставленной Соединенными Штатами в рамках Европейской программы восстановления (План Маршалла).

## История
Основанное в 1949 году министерство было переименовано в Федеральное министерство по экономическому сотрудничеству. В 1957 году оно было преобразовано в Федеральное министерство по экономическому имуществу Федерации. И наконец, в 1961 году оно было переименовано в Федеральное министерство казначейства, которое просуществовало до 1969 года.
Первым и единственным министром был Франц Блюхер, который также был вице-канцлером.